# Serres de Labastide-de-Penne et de Belfort-du-Quercy
Serres de Labastide-de-Penne et de Belfort-du-Quercy este o arie protejată (sit de importanță comunitară — SCI) din Franța întinsă pe o suprafață de 616 ha, integral pe uscat.

## Localizare
Centrul sitului Serres de Labastide-de-Penne et de Belfort-du-Quercy este situat la coordonatele 44°16′09″N 1°33′53″E / 44.26917°N 1.56472°E.

## Înființare
Situl Serres de Labastide-de-Penne et de Belfort-du-Quercy a fost declarat arie specială de conservare în baza directivei 92/43 din 1992 referitoare la conservarea habitatelor naturale și a faunei și florei sălbatice pentru a proteja 1 specie de animale.

## Biodiversitate
Situată în ecoregiunea atlantică, aria protejată conține 8 habitate naturale: Formațiuni de Juniperus communis pe lande sau pajiști calcaroase, Fânețe de joasă altitudine (Alopecurus pratensis, Sanguisorba officinalis), Pajiști cu Molinia pe soluri calcaroase, turboase sau argilos-nămoloase (Molinion caeruleae), Pseudostepă cu ierburi și specii anuale de Thero-Brachypodietea, Lacuri eutrofice naturale cu vegetație de tip Magnopotamion sau Hydrocharition, Izvoare petrifiante cu formare de travertin (Cratoneurion), Pajiști uscate seminaturale și facies de acoperire cu tufișuri pe substraturi calcaroase (Festuco-Brometalia) (* situri importante pentru orhidee), Pajiști carstice calcaroase sau bazofile, de Alysso-Sedion albi.
La baza desemnării sitului se află o specie protejată de  nevertebrate: fluturele auriu (Euphydryas aurinia).
Pe lângă speciile protejate, pe teritoriul sitului au mai fost identificate 25 de specii de plante, 6 specii de păsări, 1 specie de amfibieni, 8 specii de nevertebrate.